# Ben Wett
Ben Wett (* 1941 in Hannover als Bernd Nass; † 27. April 2012 in New York) war ein deutsch-amerikanischer Journalist und Sportreporter.

## Leben und Beruf
Im Alter von 19 Jahren begann Bernd Nass seine journalistische Ausbildung als Volontär bei einer US-amerikanischen Zeitung für Angehörige des Militärs, die im Ausland stationiert sind. Während dieser halbjährigen Arbeit bei der „Army Times” änderte er seinen Namen auf die englische Entsprechung “Ben Wett” (wobei untypischerweise  zumindest der Doppelkonsonant verblieb). 1959 wanderte er in die USA aus.
Nachdem Wett seit 1960 zehn Jahre als Mitarbeiter des ARD-Hörfunkstudios in New York gearbeitet hatte, wechselte er 1970 zum Fernsehen. Als TV-Reporter vor Ort berichtete Ben Wett als freier Mitarbeiter von internationalen Sportveranstaltungen. Er fungierte auch als erster US-Korrespondent der ARD-Sportschau. Sein langjähriger Aufenthalt in den USA machte sich bereits früh in einer amerikanischen Sprachfärbung seiner deutschen Aussprache bemerkbar; dies wurde zu seinem Markenzeichen.
Neben seinen Berichten von Leichtathletikwettbewerben, Olympischen Spielen und Fußballturnieren gehörten seine Übertragungen von Boxkämpfen zu den Reportagen, mit denen er im deutschen Fernsehen (ARD und ZDF) bekannt und beliebt wurde. Gut vernetzt in den Kreisen der damals führenden amerikanischen Profisportler, gelangen ihm häufig Exklusiv-Interviews für das deutschsprachige Fernsehen mit Box-Champions wie beispielsweise Muhammad Ali (mit dem er privat befreundet war), Joe Frazier, George Foreman oder auch mit dem Sprint-Weltmeister Carl Lewis. Eines der letzten großen TV-Interviews mit dem bereits von der Parkinson-Krankheit gezeichneten Muhammad Ali führte Ben Wett im Dezember 1998 in den Studios des BR in Unterföhring.
Hintergrundberichte und Informationen zu neuen Trendsportarten wie z. B. Jogging, Windsurfing, Skateboarding, Aerobic und Inline-Skating, die in den USA entstanden oder populär wurden und ihren Weg nach Europa fanden, waren insbesondere in den 1970er und 1980er Jahren ein weiterer Schwerpunkt seiner Arbeit.
Selten war Wett in Deutschland aktiv; einige Boxkämpfe begleitete er jedoch in späteren Jahren als Ringsprecher (z. B. Sven Ottke gegen David Starie am 14. Juni 2003 in Magdeburg) oder als TV-Experte für RTL (Wladimir Klitschko gegen David Haye am 2. Juli 2011 in Hamburg).
Ben Wett war mit einer US-Amerikanerin verheiratet. Er lebte in New York und Los Angeles. Wegen einer Parkinsonerkrankung hatte sich Wett zuletzt aus der Öffentlichkeit zurückgezogen und verbrachte die letzten Wochen vor seinem Tod in einem New Yorker Hospiz.

## Filme (Auswahl)
- 1983: Schwarz siegt. Mythos und Wirklichkeit farbiger Athleten in den USA. TV-Beitrag für den Sport-Spiegel (ZDF)
- 1997: Muhammad Ali. Die Legende. Dokumentation, 45 Min., Produktion: WDR
- 2000: Ali–Frazier I: One Nation…Divisible. TV-Doku über den legendären Kampf Ali vs. Frazier am 8. März 1971 im New Yorker Madison Square Garden (engl.)
- 2002: :03 from Gold. TV-Doku über das Basketballduell USA–UdSSR während der Olympischen Sommerspiele 1972 in München (engl.)